# Villeneuve-les-Sablons

Villeneuve-les-Sablons este o comună în departamentul Oise, Franța. În 1 ianuarie 2022 avea o populație de 1.188 de locuitori.

## Geografie
Villeneuve-les-Sablons este mărginită de Méru la est, Saint-Crépin-Ibouvillers la nord, Ivry-le-Temple la vest, Hénonville la sud-vest și Amblainville la sud.
Orașul este situat pe RD 923 (fostul drum național 323), la 4 km de Méra, la 16 km de Chaumont-en-Vexin, la 24 km de Pontoise și la 26 km de Beauvais. Cea mai apropiată stație este Méru.

## Toponimie
În timpul Revoluției, orașul, numit apoi Villeneuve-le-Roi, poartă numele de Villeneuve-les-Sablons.
Acest nume, abandonat la sfârșitul perioadei revoluționare, este reluat în 1930.

## Istoric
Satul a fost fondat în 1195 în pădurea Hénonville sub numele de Villa Nova sanctus melaris.
Villeneuve-les-Sablons se află pe vechiul drum regal care mergea de la Beauvais la Pontoise.
O casă templierilor care depinde de comanda Ivry-le-Temple a existat în sat.

## Învățătură
Villeneuve-les-Sablons face parte din Academia Amiens (zona B). Satul are un grup școlar, format dintr-o grădiniță și o școală elementară. Colegiul său de legătură este colegiul Thelle de Méru.